# 小行星3126
小行星3126（3126 Davydov）是一颗绕太阳运转的小行星，为主小行星带小行星。该小行星于1969年10月8日发现。
該小行星以俄羅斯軍官、作家和詩人丹尼斯·瓦西里耶維奇·達維多夫（Denis Vasil'evich Davydov）命名。

## 轨道参数
小行星3126的轨道半长轴为3.0045055 UA，离心率为0.107。